# السيل الجرار المتدفق على حدائق الأزهار
السيل الجرار المتدفق على حدائق الأزهار كتاب من تأليف محمد بن علي بن محمد بن عبد الله الشوكاني ونشر دار ابن حزم سنة 1425 هجري الموافق لسنة 2004 ميلادي.

## خصائص الكتاب
| اسم الخاصيّة  | قيمة الخاصيّة                |
| ------------ | --------------------------- |
| عدد الصفحات  | 1027                        |
| عدد المجلدات | 1                           |
| رقم الطبعة   | 1                           |
| حالة الفهرسة | مفهرس على العناوين الرئيسية |